# Tornby
Tornby ist ein dänischer Ort mit 959 Einwohnern (1. Januar 2023) im Norden der Hjørring Kommune in Vendsyssel. Tornby liegt (Luftlinie) etwa 6 km südlich von Hirtshals und 9 km nördlich von Hjørring im Kirchspiel Tornby (Tornby Sogn). Die Nordseeküste ist vom Ort etwa 3 km entfernt.

## Geschichte
Tornby wurde erstmals 1414 unter dem Namen Thornby erwähnt.
Von Tornby aus gab es im 18. Jahrhundert Schiffsverkehr nach Norwegen, weshalb es zwei Lagerhäuser am Strand gab.
Die erste Schule im Ort wurde 1834 erbaut, 1900 wurde das Unterrichtsgebäude gewechselt. Seit 1894 gibt es ein Versammlungshaus im Ort, dieses wurde in der Zwischenzeit mehrmals umgebaut. 1896 wurde in Tornby ein Missionshaus errichtet, welches um 1973 abgerissen wurde.

## Verkehr
Im  Dezember 1925 wurde in Tornby ein von dem Architekten Sylvius Knutzen gezeichneter Bahnhof an der Bahnstrecke Hjørring–Hirtshals in Betrieb genommen. Der Bahnhof ist die einzige Station an der Strecke, an dem Zugkreuzungen möglich wären. Da immer nur ein Zug verkehrt, wird diese Möglichkeit nicht genutzt und die Station hat den Status eines Haltepunktes.

## Tourismus
Nordwestlich von Tornby befindet sich das Feriengebiet Tornby Strand in dem Ortsteil Nørre Tornby, welches unter anderem aus Ferienhäusern und -wohnungen sowie einem Campingplatz und einem Hotel besteht. An die Dünenlandschaft angrenzend in unmittelbarer Nähe vom Ferienhausgebiet liegt der Strand von Tornby, welcher mit dem PKW befahrbar und mit der blauen Flagge ausgezeichnet ist.

## Sehenswürdigkeiten
- Im Süden von Tornby befindet sich die Tornby Kirke, eine um 1200 erbaute romanische Kirche mit gotischem Kirchturm. Dieser wurde 1949 aufgrund von Baufälligkeit abgerissen und komplett ersetzt. Das Kirchenschiff besteht aus Granitblöcken.[9][10]

- Unmittelbar nördlich des Siedlungsgebietes des Ortes liegt der nördlichste in Dänemark gefundene Dolmen, welcher aus der Jungsteinzeit stammt.[11][12]
- Westlich des Ortes befindet sich die Tornby Klitplantage, ein zwischen 1910 und 1930 künstlich zum Zwecke der Stabilisierung der Sanddünen bepflanztes Dünenareal.[13]

## Galerie

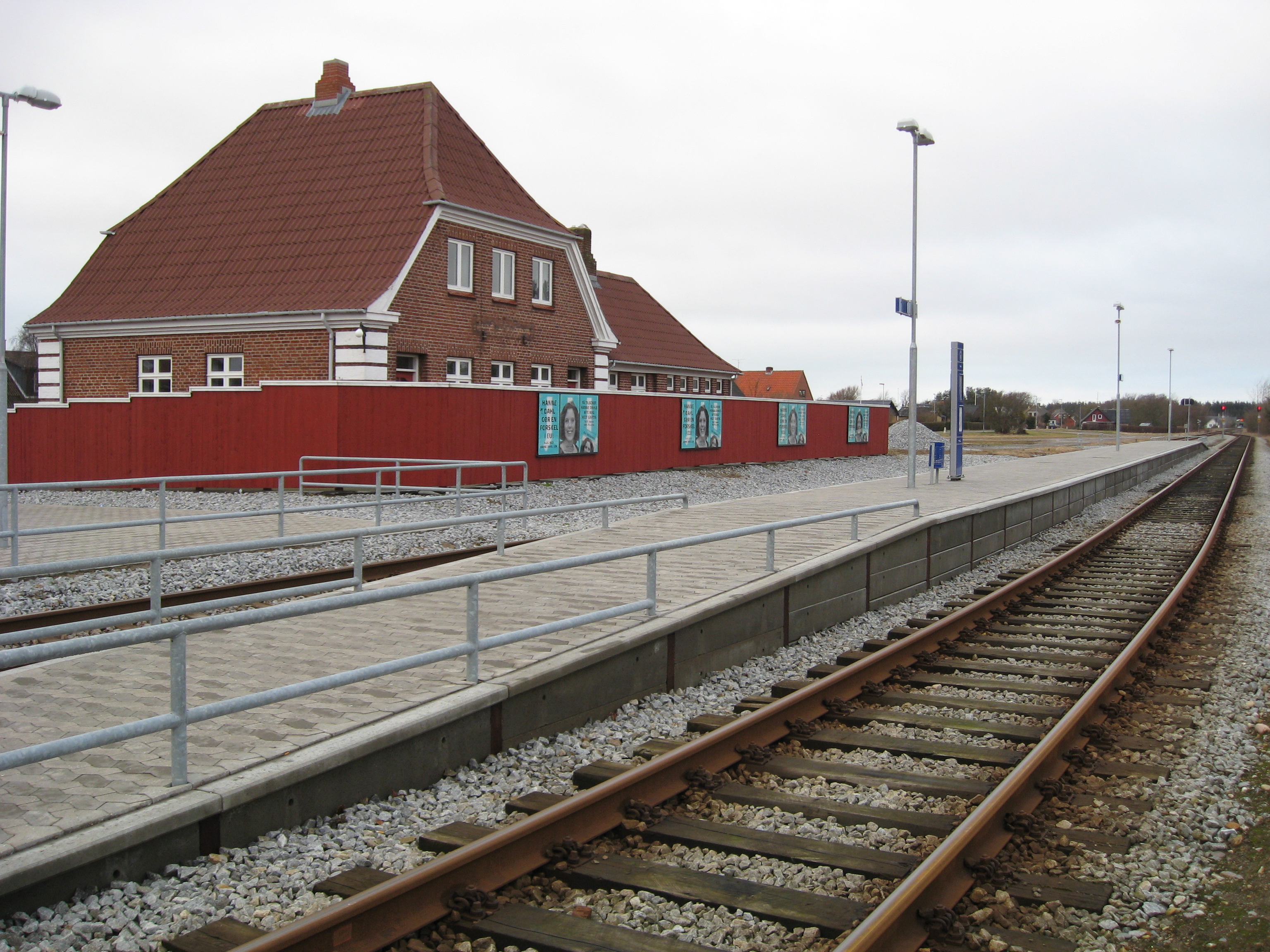
Bahnhof von Tornby
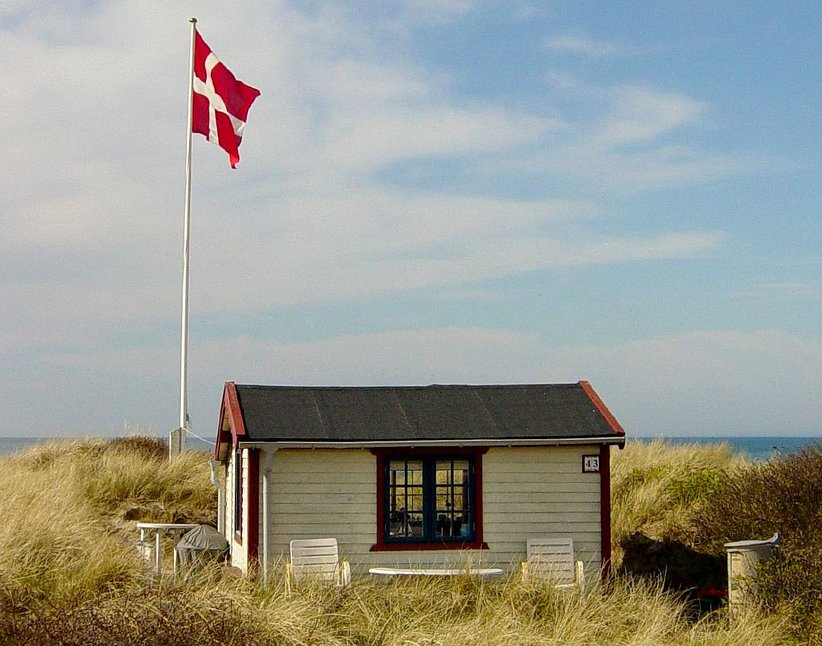
Strandhütte am Tornby Strand
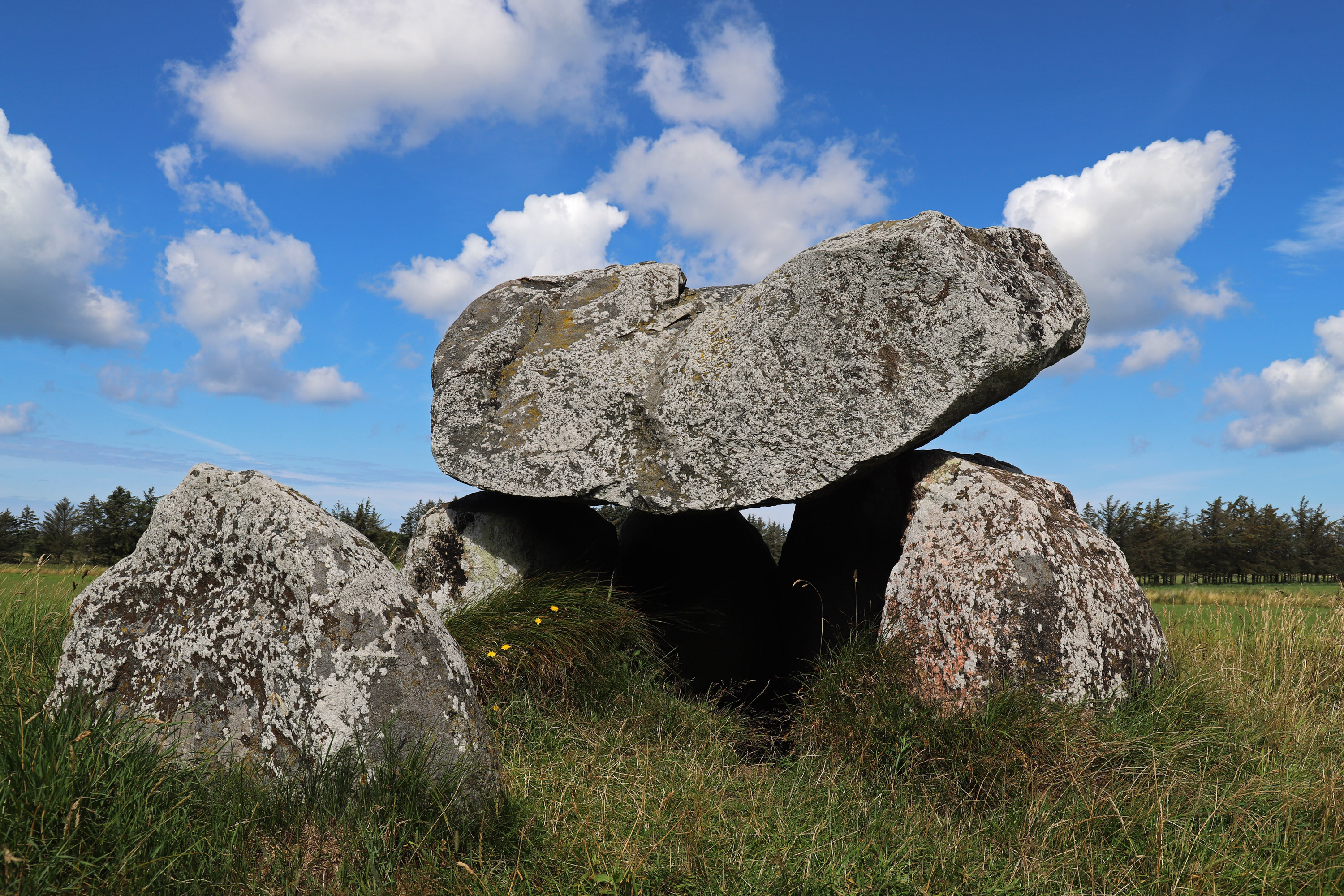
Dolmen von Tornby
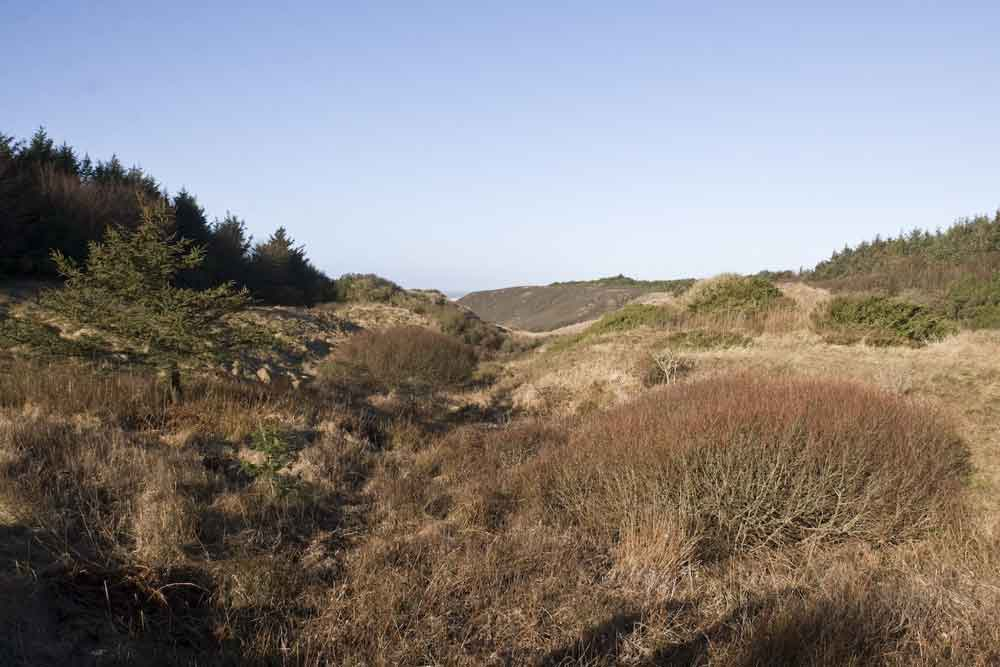
Tornby Klitplantage